# Parco Reale

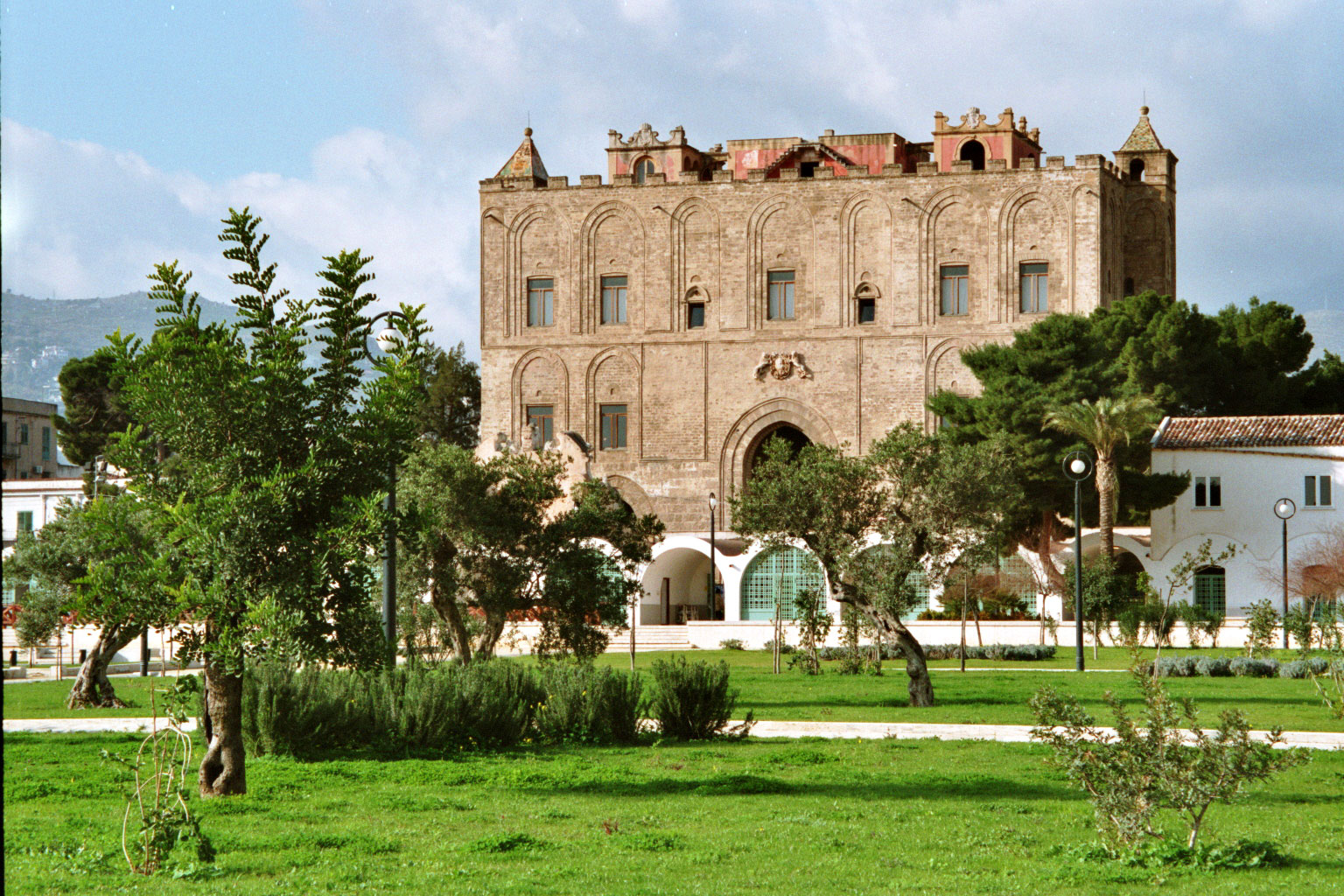
La Zisa, eines der Schlösser des Parco Reale

Der Parco Reale (königliche Park) in Palermo ist ein ehemaliger Park, der sich vor allem westlich der mittelalterlichen Stadt erstreckte. Er wurde von den normannischen Königen Siziliens errichtet und diente als Jagdrevier. In dem Park wurden künstliche Seen, Wasserbecken und Fischteiche sowie mehrere Schlösser und kleinere Gebäude errichtet. Heute ist der Park größtenteils von der sich ausdehnenden Stadt überbaut, einige der alten Bauten sind jedoch erhalten.

## Geschichte
Schon vor der Eroberung Palermos durch die Normannen gab es im Süden der Stadt einen ausgedehnten Park. König Roger II. ließ ca. 1130 bis 1150 einen Palast der Kalbiten, der sich in diesem Park befand, den Palazzo di Maredolce, auch Palazzo della Favara genannt, in Stand setzen und erweitern.
Zusätzlich zu diesem alten Park („Parco Vecchio“) im Süden der Stadt ließ Roger II. einen neuen Park („Parco Nuovo“) im Westen der Stadt anlegen. Dieser Park grenzte westlich an den Normannenpalast und erstreckte sich bis zu den Bergen, die die Conca d’Oro umgeben. Roger II. ließ die Parks mit einer Mauer umgeben, Bäume anpflanzen und Damwild, Rehe und Wildschweine dort ansiedeln. In dem neuen Park ließ er die Schlösser Palazzo di Parco und Palazzo dell’Uscibene errichten.
Rogers Sohn Wilhelm I. begann in dem „Genoardo“ (von arab. djannat al-’ard = Paradies auf Erden) genannten jüngsten Teil des Parco Reale 1165 mit dem Bau des Schlosses La Zisa, das erst unter seinem Sohn Wilhelm II. vollendet wurde. Dieser ließ auch die Cuba soprana (obere Cuba), die weiter talwärts gelegene Cuba sottana (untere Cuba) und mehrere kleine Pavillons, von denen nur noch die Cubula (kleine Cuba) erhalten ist, errichten.